# Michaël Pereira
Michaël Pereira (ur. 8 grudnia 1987 w Livry-Gargan) – francuski piłkarz kabowerdeńskiego pochodzenia występujący na pozycji napastnika.

## Sukcesy
CFR 1907 Cluj
- mistrzostwo Rumunii: 2019/20, 2020/21